# Gare de Saint-Georges-de-Luzençon
Gare de Saint-Georges-de-Luzençon vasútállomás Franciaországban, Saint-Georges-de-Luzençon településen.

## Vasútvonalak
Az állomást az alábbi vasútvonalak érintik:
- Béziers-Neussargues-vasútvonal

## Kapcsolódó állomások
A vasútállomáshoz az alábbi állomások vannak a legközelebb:
- Gare de Saint-Rome-de-Cernon
- Gare de Millau